# Ernst Wilhelm Bredt
Ernst Wilhelm Bredt (* 4. Mai 1869 in Leipzig; † 2. Dezember 1938 in Percha bei Starnberg) war ein deutscher Kunsthistoriker.

## Leben
Ernst Wilhelm Bredt war ein Sohn des Leipziger Verlagsbuchhändlers und Verlegers Ernst Bredt (1829–1882) und dessen Frau Lydia, geb. Wetschky (1824–1877). Seine älteren Brüder waren der Orientmaler Ferdinand Max Bredt (1860–1921) und der Buchhändler und Verleger Wilhelm Heinrich Bredt (1861–1933). Väterlicherseits entstammte er der Familie Carnap, einer Kaufmanns- und Ratsfamilie in Barmen und Elberfeld und war ein Urenkel des Elberfelder Bürgermeisters Peter Wilhelm von Carnap.
Nach dem Besuch der Realschule erlernte er den Beruf des Vaters und war dann zur weiteren Ausbildung für einige Jahre in der Schweiz, in London, New York und Paris. Zurück in Deutschland belegte er einen humanistischen Gymnasialkurs und erhielt 1896 die Reifeprüfung am Kreuzgymnasium in Dresden. Danach studierte er zunächst in Freiburg und dann an der Universität München zwei Semester Philologie und wechselte anschließend zur Kunstgeschichte u. a. bei Wilhelm Heinrich von Riehl, Berthold Riehl und Adolf Furtwängler. Im Jahr 1900 wurde er bei Berthold  Riehl mit der Dissertation Der Handschriftenschmuck Augsburgs im XV. Jahrhundert promoviert.
Bredt war zunächst 1899/1900 Volontär an der Graphischen Sammlung in München, dann von 1901 bis 1904 als wissenschaftlicher Hilfsarbeiter, später als Assistent am Germanischen Nationalmuseum Nürnberg tätig, hier verfasste er 1903 z. B. den „Katalog der mittelalterlichen Miniaturen des Germanischen Nationalmuseums“. Ab Ende 1904 war er an der Graphischen Sammlung in München als wissenschaftlicher Hilfsarbeiter tätig, ab 1912 als Konservator, ab 1914 mit dem Titel eines königlich bayerischen Professors und in den letzten Jahren als Hauptkonservator. 1934 ging er in den Ruhestand. Daneben war er von 1906 bis 1917 Dozent für Kunstgeschichte an der Königlichen Kunstgewerbeschule München. Bredt war Mitglied im Deutschen Museumsbund.
Bredt war Verfasser zahlreicher kunstgeschichtlicher Bücher. Daneben schrieb er mehrfach Artikel für Kunstzeitschriften wie etwa Die Kunst für alle und Deutsche Kunst und Dekoration. Er war Autor und Herausgeber einer beim Münchner Hugo Schmidt Verlag erschienenen Buchreihe Bilderschatz zur Weltliteratur. Sonderreihe der Kunstbreviere. Ebenso war er Herausgeber einer beim Verlag von Otto Maier in Ravensburg 1913/14 erschienenen Heftreihe Die Welt der Künstler – Gruppen künstlerischer Darstellung.

## Schriften (Auswahl)
Autor
- Der Handschriftenschmuck Augsburgs im XV. Jahrhundert. J. H. E. Heitz, Strassburg 1900, Dissertation. (Digitalisat – Lebenslauf S. 95).
- Katalog der mittelalterlichen Miniaturen des Germanischen Nationalmuseums. Nürnberg 1903 (archive.org).
- mit Richard Muther: München als Kunststadt. Mit 33 Vollbildern in Tonätzung. Marquardt, Berlin 1907.
- Deutsche Lande, deutsche Maler. Theodor Thomas, Leipzig 1909.
- Die Alpen und ihre Maler. Theodor Thomas, Leipzig 1910 (archive.org).
- Sittliche oder unsittliche Kunst? Eine historische Revision. Piper, München 1910 (archive.org).
- Belgiens Volkscharakter – Belgiens Kunst. Hugo Schmidt, München 1915 (archive.org).
- Moritz von Schwinds fröhliche Romantik. Hugo Schmidt, München 1917.
- Das Neureuther-Album. Hugo Schmidt, München 1918 (archive.org).
- Neureuther. Bilder um Lieder. Hugo Schmidt, München 1918 (Digitalisat HAAB Weimar)
- Chodowiecki. Zwischen Rokoko und Romantik. Hugo Schmidt, München 1918 (archive.org).
- Rembrandts Erzählungen. Hugo Schmidt, München 1918 (archive.org).
- Albrecht Altdorfer. Hugo Schmidt, München 1919 (archive.org).
- Die drei galanten Meister von Valenciennes.  Watteau, Pater, Eisen. 2 Bände, Hugo Schmidt, München 1921.
- Christian Bärmann, Märchen und Bilder. Hugo Schmidt, München 1922.
- Erfolgreiche Künstler und andere. Hirth, München 1922.

Herausgeber
- Die Welt der Künstler – Gruppen künstlerischer Darstellung. Heftreihe im Verlag von Otto Maier, Ravensburg 1913/14:
Band 1: Die Madonna mit musizierenden Engeln; Band 2: Albrecht Dürer; Band 3: Herkules (archive.org); Band 4: Amoretten und Putti.
- Quevedos Wunderliche Träume. Umdichtungen von Curt Moreck mit den 61 Zeichnungen Leonard Bramers. Nach den Originalen in der graphischen Sammlung des Bayerischen Staates, München 1919.
- Adolf Menzel: Wanderbuch. mit 60 Abbildungen und einer Auswahl von Briefen und Geschichten; gewählt und mit einer Einleitung versehen von E. W. Bredt. Hugo Schmidt, München 1920.
- Leben und Abenteuer des Lazarillo von Tormes. Mit den bisher unveröffentlichten 73 Zeichnungen des Leonard Bramer, München 1920.
- Ovid – „Der Götter Verwandlungen“. (= Bilderschatz zur Weltliteratur Band 3), Hugo Schmidt, München 1920.
- Alfred Kubin (= Bilderschatz zur Weltliteratur. Band 1), Hugo Schmidt, München 1922.
- Rembrandt-Bibel. Vier Bände mit 270 Abbildungen. (= Bilderschatz zur Weltliteratur. Band 4–7), Hugo Schmidt, München 1921
(Band 1 archive.org); (Band 2 archive.org); (Band 3 archive.org); (Band 4 archive.org).
- Faust und Goethe. Zwei Teile in einem Band mit 120 Abbildungen älterer und neuer Meister (= Bilderschatz zur Weltliteratur Band 8), Hugo Schmidt, München 1923 (Digitalisat HAAB Weimar).
- Leonard Bramers Zeichnungen zum Tyl Ulenspiegel. Hiersemann, Leipzig 1924.